# Systém rychlého varování pro potraviny a krmiva
Systém rychlého varování pro potraviny a krmiva (anglicky Rapid Alert System for Food and Feed - RASFF) je informační systém pro členské státy EU, Evropskou komisi, Evropský úřad pro bezpečnost potravin a země Evropského sdružení volného obchodu.
Kromě členských států EU jsou zapojeny také Island, Lichtenštejnsko a Norsko. Hlášení mají podobu jednoho ze čtyř typů oznámení: varování, informace, odmítnutí na hranicích nebo novinka. 

Systém slouží k rychlé výměně informací týkajících se potravin a krmiv, které představují riziko ohrožení zdraví lidí a které se vyskytují na společném trhu těchto zemí. Zabraňuje uvedení zdravotně závadných potravin do oběhu a zajišťuje stažení či likvidaci při jejích výskytu. 

## Česká republika
Fungování RASFF v České republice je upraveno Nařízením vlády č. 98/2005 Sb. Kontaktním místem je Státní zemědělská a potravinářská inspekce (SZPI).
V ČR je v RASFF jedenáct organizací. Informace ze systému jsou pro spotřebitele přístupné buď na internetových stránkách EU, anebo v českém jazyce na serveru bezpecnostpotravin a na stránkách eAgri.

## Dioxinový skandál v Německu
Na konci roku 2010 vypukl v Německu dioxinový skandál. 27. prosince byl s "několikadenním zpožděním" nahlášen do systému RASFF výskyt dioxinů v krmivu pro hospodářská zvířata. Došlo ke kritice tohoto systému, např. ředitel české Státní zemědělské a potravinářské inspekce Jakub Šebesta odeslal protestní dopis řediteli sekce RASFF José Luis de Felipemu, ve kterém ho žádal o vysvětlení bezprecedentního postupu týkajícího se dioxinové kauzy.[zdroj⁠?!]